# Голод у Татарстані 1921—1922
Голод 1921—1922 років у Татарстані був наслідком диктатури воєнного комунізму в Татарській АРСР, так само як і скрізь у СРСР. Голод почався восени 1921 року й охопив більш як 2 млн селян, зокрема постраждали регіони: Арський, Свиязьк, Мамадиш, Мензелинськ, Спаськ, Тетюші та Набережні Челни.
В кінці 1921 року було створено спеціальний комітет Татпомгол для допомоги боротьбі з голодом. До серпня 1922 року Татпомгол імпортував 8 млн пудів продуктів харчування, у тому числі 2 млн фунтів, взятих у кредит. З постраждалих регіонів до Центральної Азії, Білорусі та Сибіру було евакуйовано 210 тис. осіб, переважно дітей.
Радянський уряд запросив допомоги у міжнародних організацій, таких як «Міжнародна робоча допомога» та Американської адміністрації допомоги. 1 липня 1922-го понад 1,6 млн жителів отримало продукти завдяки цій допомозі. Кількість жертв оцінюється в 400—600 тис. Кількість домогосподарств зменшилась на 86 тис., це становило 16,2 % від загального числа. Після голоду керівництво Республіки було звільнено.

## Демографія
Основні жертви — татарське населення в Татарській АРСР і в регіоні Ідель-Урал, ситуація в 1921—1922 роках тут була катастрофічною, фактично половина Волзького татарського населення в СРСР померло. Цей період у Татарстані також відомий як «терор голодом» і «голодомор». Згодом сюди було переселено етнічних росіян, тож загальна частка татар серед населення знизилась до менш ніж 50 %. Всеросійський татарський громадський Центр (ВТГЦ) звернувся до ООН з проханням засудити Голодомор 1921 року в Татарстані як геноцид проти мусульманських татар.